# 難波頼経
難波 頼経（なんば よりつね）は、平安時代末期から鎌倉時代初期にかけての貴族。藤原頼経とも呼ばれる。藤原北家難波家、刑部卿・難波頼輔の長男。官位は従四位下・刑部卿。難波家3代。

## 経歴
仁安から治承年間にかけて、壱岐国・豊後国の国司となる。豊後守在任時においては、知行国主であった父・頼輔の命を受けて同国に下向し、在地豪族の統制に当たる。寿永2年（1183年）に平家が都落ちすると、豊後国人・緒方惟栄らに対して院宣に従い平家を追討するよう指示。これを受け惟栄は反平家活動を活発化させ、遂にその勢力を大宰府から駆逐するに至っている。
平家滅亡後は源義経の有力な同盟者となり、惟栄ら豊後国人の勢力を義経方に取り込むための活動に邁進。惟栄が宇佐神宮を焼き討ちした罪を軽減されたのも、彼や義経の工作によるものと言われる。同時に高階泰経ら後白河院近臣勢力とも結び、義経追討を打ち出す鎌倉幕府に対抗する。
こうした頼経の姿勢は幕府による追及を免れず、文治元年（1185年）12月、任官後間もない刑部卿を解官された上で安房国に流罪となる。翌年3月に一旦赦免されて帰京するが、なおも義経支援の姿勢を改めなかったため、文治5年（1189年）3月に再度伊豆国へと配流されている（なお、長男の宗長も同時に解官されている）。

## 官歴
- 時期不明；豊後守に任ず[1]。
- 永万2年（1166年）2月1日：壱岐守に任ず[2]。
- 元暦2年（1185年）6月10日：刑部卿に任ず[2]。12月：解官せらる。
- 建保4年12月（1217年1月-2月）：卒去。位階は従四位下。

## 系譜
- 父：難波頼輔
- 母：不詳
- 妻：源顕雅の娘
  - 長男：難波宗長（1164-1225）
  - 次男：飛鳥井雅経（1170-1221）
- 生母不詳の子女
  - 男子：難波頼教
  - 男子：難波経長
  - 男子：難波良平
  - 男子：難波輔長
  - 男子：経豪
  - 男子：厳海（1173-1251）

長男・宗長の子孫は難波家、次男・雅経の子孫は飛鳥井家として後世に続き、蹴鞠・和歌の道において重きをなしている。

## 関連作品
テレビドラマ
- 『草燃える』（1979年、NHK大河ドラマ、演：川部修詩）